# Pucer
Pucer je priimek več znanih Slovencev:
- Alberto Pucer (1955–2015), zgodovinar, arhivar, domoznanec, publicist, kulinarik
- Dino Pucer (1940–2020), ekonomist, gospodarstvenik, politik (župan Kopra)
- Edi Pucer (*1965), novinar in televizijski voditelj (24 ur: POP TV)
- Mitja Pucer, urednik, prevajalec
- Nevij(o) Pucer, vinarski gospodarstvenik
- Tatjana Vošinek Pucer, direktorica Kobilarne Lipica
- Tina Novak Pucer (*1966), etnologinja, muzealka
- Valdi Pucer, kapitan korvete SV